# Perehoniwka (Holowaniwsk)
Perehoniwka (ukrainisch Перегонівка; russisch Перегоновка Peregonowka) ist ein Dorf im Westen der ukrainischen Oblast Kirowohrad mit etwa 3000 Einwohnern (2021).
Das erstmals 1760 schriftlich erwähnte Dorf
ist das administrative Zentrum der gleichnamigen Landratsgemeinde im Norden des Rajon Holowaniwsk, zu der noch die Dörfer Dawydiwka (Давидівка, ⊙) mit etwa 240 Einwohnern, Polonyste (Полонисте, ⊙) mit etwa 400 Einwohnern sowie die Ansiedlung Lisne (Лісне, ⊙) mit etwa 210 Einwohnern gehören.
Die Ortschaft liegt an der Grenze zum Rajon Uman der Oblast Tscherkassy am Ufer des Jatran (Ятрань), einem 104 km langen, rechten Nebenfluss der Synjucha 22 km nördlich vom Rajonzentrum Holowaniwsk und etwa 145 km westlich vom Oblastzentrum Kropywnyzkyj. Durch das Dorf verläuft die Territorialstraße T–12–15. Perehoniwka besaß einen Anschluss an das Schmalspurnetz Hajworon.
Bei der Ortschaft fand am 26. September 1919 die Schlacht bei Peregonowka zwischen der Revolutionären aufständischen Armee der Ukraine unter dem Kommando von Nestor Machno und Fedossij Schtschus und der Weißen Armee unter dem Kommando von Jakow Alexandrowitsch Slaschtschow statt, die von der Machnowschtschina gewonnen wurde und einen immensen Einfluss auf den Verlauf des russischen Bürgerkrieges hatte.

## Verwaltungsgliederung
Am 12. Juni 2020 wurde das Dorf zum Zentrum der neugegründeten Landgemeinde Perehoniwka (Перегонівська сільська громада/Perehoniwska silska hromada). Zu dieser zählen die 8 in der untenstehenden Tabelle aufgelisteten Dörfer sowie die Ansiedlung Lisne, bis dahin bildete es zusammen mit den Dörfern Dawydiwka und Polonyste sowie der Ansiedlung Lisne die gleichnamige Landratsgemeinde Perehoniwka (Перегонівська сільська рада/Perehoniwska silska rada) im Norden des Rajons Holowaniwsk.
Folgende Orte sind neben dem Hauptort Perehoniwka Teil der Gemeinde:
| Name                          | Name              | Name                                      |
| ukrainisch transkribiert      | ukrainisch        | russisch                                  |
| ----------------------------- | ----------------- | ----------------------------------------- |
| Dawydiwka                     | Давидівка         | Давыдовка (Dawydowka)                     |
| Krutenke                      | Крутеньке         | Крутенькое (Krutenkoje)                   |
| Lebedynka                     | Лебединка         | Лебединка (Lebedinka)                     |
| Leschtschiwka                 | Лещівка           | Лещовка (Leschtschowka)                   |
| Lisne (bis 2016 Illitschiwka) | Лісне (Іллічівка) | Лесное (Lesnoje)/Ильичовка (Iljitschowka) |
| Polonyste                     | Полонисте         | Полонистое (Polonystoje)                  |
| Semyduby                      | Семидуби          | Семидубы (Semiduby)                       |
| Tabanowe                      | Табанове          | Табаново (Tabanowo)                       |
| Ternowe (bis 2016 Zjurupa)    | Тернове (Цюрупа)  | Терновое (Ternowoje)/Цюрупы (Zjurupy)     |